# Stavenhagen
Stavenhagen este un oraș din landul Mecklenburg-Pomerania Inferioară, Germania.
1. ↑   https://www.destatis.de/DE/Themen/Laender-Regionen/Regionales/Gemeindeverzeichnis/Administrativ/Archiv/GVAuszugQ/AuszugGV1QAktuell.xlsx?__blob=publicationFile Lipsește sau este vid: |title= (ajutor)